# Tope Oshin Ogun

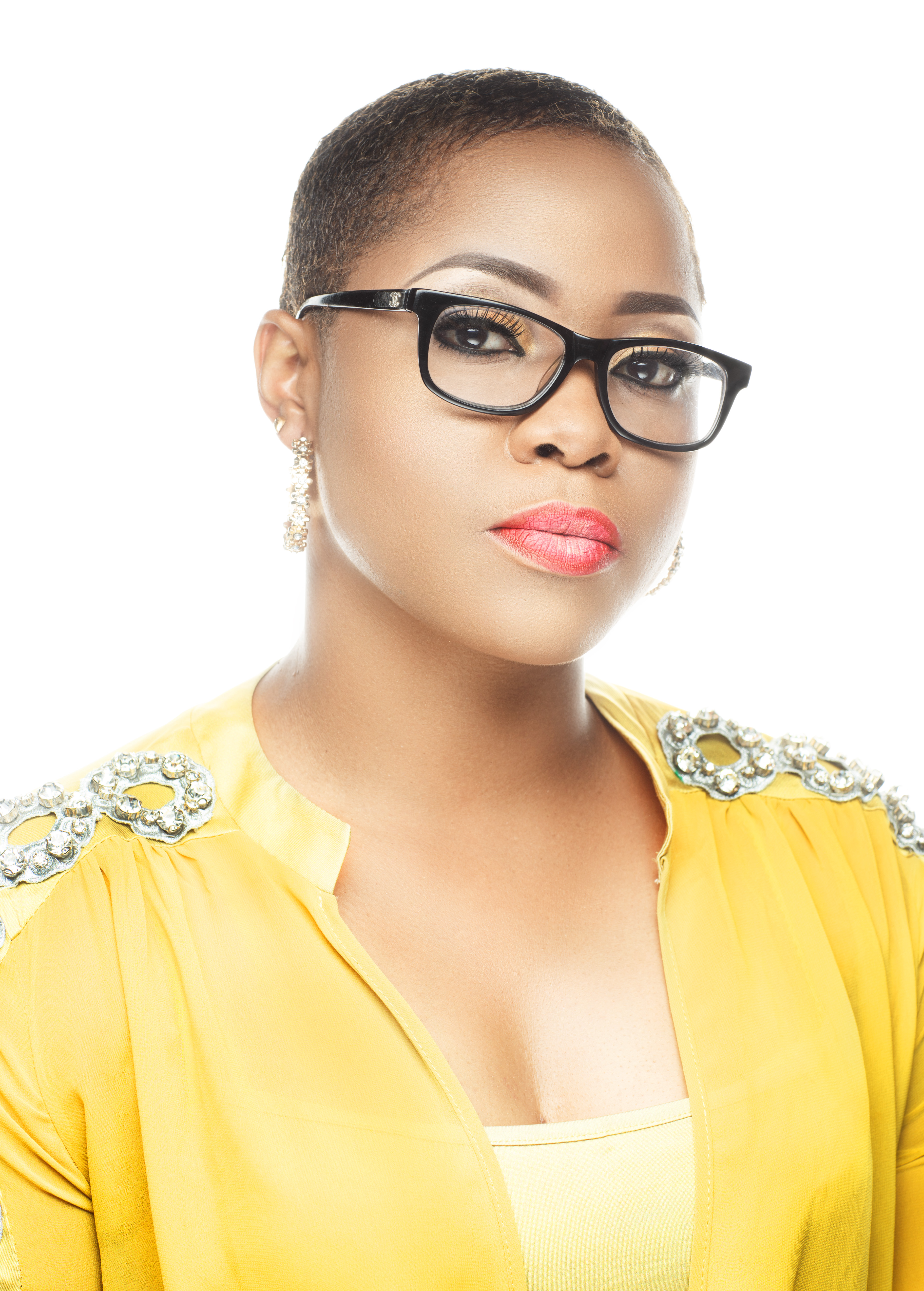

Tope Oshin (sinh ngày 10 tháng 6 năm 1979) là tên của một nữ đạo diễn, nhà sản xuất phim người Nigeria, ngoài ra bà còn từng là diễn viên. Năm 2015, tạp chí Pulse liệt bà vào danh sách "9 nữ đạo diễn phim mà bạn nên biết" của Nollywood (nền công nghiệp điện ảnh của Nigeria). Tháng 3 năm 2018, tại lễ kỉ niệm của Women's History Month, bà được vinh danh là một trong 100 người phụ nữ của danh sách Okay100 Women.

## Lí lịch
Gia đình của Tope Oshin là một gia đình theo đạo Cơ-đốc và rất sùng đạo. Khi còn nhỏ, bà rất thích thú việc vẽ, ca hát, nhảy múa và từng ấp ủ một ước mơ là trở thành họa sĩ. Sau khi hoàn thành chương trình giáo dục tiểu học và trung học, bà vào trường đại học Ilorin ở bang Kwara để học về kinh tế. Nhưng sau đó bà bỏ dở và vào trường đại học bang Lagos (LASU) để học về quản trị công, nghệ thuật sân khấu, sản phẩm truyền hình và điện ảnh.
Dần dà, bà quan tâm đến việc làm phim hơn nên sau đó bà học để trở thành đạo diễn tại thành phố Denver, bang Colorado, Mỹ.

## Sự nghiệp
Sau khi làm diễn viên trong 12 năm, bà bắt đầu học hỏi về công việc đạo diễn bằng cách làm trợ lí đạo diễn trong bộ phim The Apprentice Africa. Rồi từ đó, bà trở nên nổi tiếng khi làm đạo diễn cho một số chương trình truyền hình của châu Phi và những vở opera dài kì chẳng hạn như Hush, Hotel Majestic,Tinsel (loại phim truyền hình) và phần 6 của MTV Shuga. Dù trước đó bà làm đạo diễn cho vài phim ngắn nội tâm như The Young Smoker, Till Death Do Us Part, New Horizons và gần đây là Ireti, nhưng bà được biết đến với phim năm 2002 là Journey to Self và phim vào tháng 3 năm 2018 tên là New Money.
Hiện bà đã sản xuất hai bộ phim làm vỡ kỉ lục phòng vé tên là Fffy (Năm 2015) và The Wedding Party (Năm 2018).
Năm 2016, bà đã làm một bộ phim tài liệu tên là Amaka's Kin: The Women Of Nollywood để tưởng niệm nhà làm phim nổi tiếng đã qua đời năm 2014, Amaka Igwe.
Năm 2015 và 2017, bà được mời làm giám khảo cho giải thưởng quốc tế Emmy.

## Phim ảnh
Dưới đây là những sản phẩm mà bà đã góp phần thực hiện:

### Phim truyện
- 2018 New Money[11]
- 2017 InLine[12]
- 2012 Journey to Self[1]
- 2017 The Wedding Party 2
- 2015 Fifty

### Phim ngắn
- 2015 Ireti[13]
- 2014 Crush Editor
- 2013 New Horizons[14]
- 2013 Till Death Do Us Part
- 2011 The Young Smoker

### Phim tài liệu
- 2016 Amaka’s Kin - The Women of Nollywood[15]
- 2017 Nigeria: Shooting It Like A Woman[16]

### Phim/Chương trình truyền hình
- 2018 MTV Shuga phần 6[5]
- 2017 Ever After
- 2017 BattleGround
- 2016 Hush
- 2016 EvoL
- 2016 GidiUp 3
- 2015 Hotel Majestic
- 2014 Walk The Talk
- 2013 Love and War
- 2013 Conversations At Dinner
- 2012 Bridges
- 2009-2013 Tinsel
- 2009 Moments With Mo